# Media Control
Media Control (Media Control GfK International) – międzynarodowa agencja badawcza powstała w 2003 roku z siedzibą w Baden-Baden, Niemcy, zajmująca się analizą i ewaluacją rynku medialnego. Media Control jest oficjalnym prezenterem list przebojów i jest odpowiedzialna za certyfikację złota i platyny dla singli i albumów niemieckich twórców.
Poza wynikami sprzedaży w zakresie muzyki Media Control przeprowadza badania w innych zakresach przemysłu rozrywkowego, takich jak sprzedaż DVD, gier komputerowych i książek.
Od 1992 roku Media Control GfK International przyznaje nagrodę niemieckich mediów (Deutscher Medienpreis).
Na podstawie wyników badań Media Control przyznawana jest niemiecka nagroda muzyczna ECHO.